# Cimitero napoleonico di Civita d'Antino
Il cimitero napoleonico di Civita d'Antino è un cimitero progettato durante il periodo napoleonico e realizzato nella prima metà dell'Ottocento a Civita d'Antino (AQ), in Abruzzo. Ospita alcune tombe di artisti  scandinavi della scuola estiva di pittura attiva nel comune marsicano tra l'Ottocento e i primi anni del secolo successivo.

## Storia e descrizione

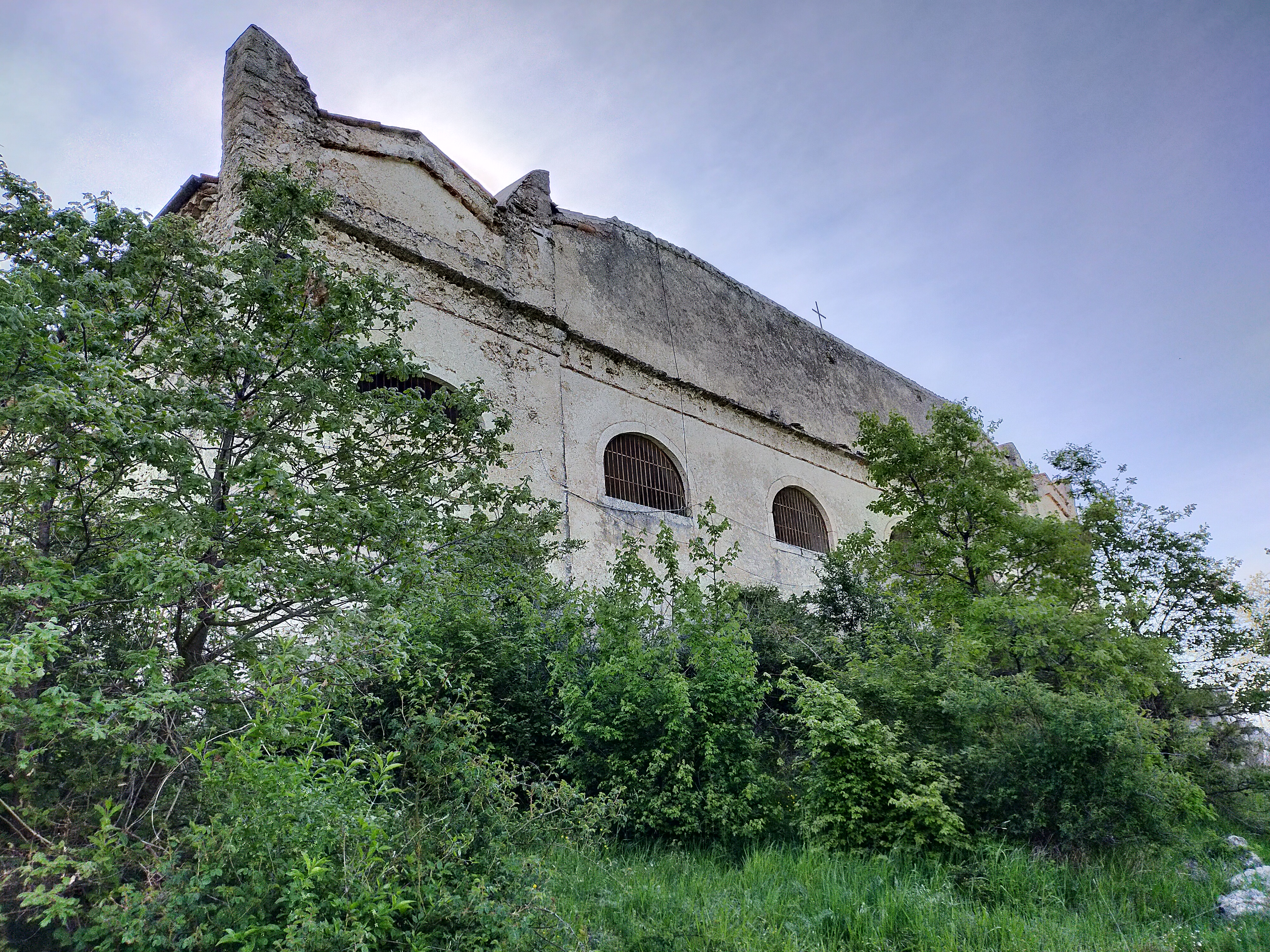
Una veduta del cimitero

Il cimitero napoleonico rappresenta un raro esempio nel centro-sud Italia dell'architettura cimiteriale del periodo napoleonico-murattiano. Progettato nei primi anni dell'Ottocento, in seguito all'estensione nel territorio italiano dell'editto di Saint Cloud, fu completato durante la prima metà dello stesso secolo, presumibilmente tra il 1830 e il 1840. La progettazione e la realizzazione del cimitero avvennero nel pieno dello sviluppo sociale e culturale di Civita d'Antino che, a cavallo tra il XIX e il XX secolo, fu una delle mete dei viaggiatori aristocratici nordeuropei del Grand Tour e ospitò la scuola estiva dei pittori scandinavi, attiva fino al disastroso terremoto della Marsica del 1915.
L'opera fu realizzata grazie alla volontà della famiglia Ferrante, con la probabile partecipazione dell'intellettuale Domenico Morichini, su un terrazzo distante dal centro urbano per evitare il diffondersi di epidemie e problemi di natura sanitaria. La struttura poggia sulla cinta muraria in opera poligonale della città antica di Antinum, lungo un sentiero di epoca preromana.
Presenta due porte per i morti e un ingresso sovrastante per i vivi; nel seminterrato è collocata l'urna comune. La parte acattolica è suddivisa in due settori, quello in forma di hortus conclusus riservato ai non cattolici e quello dei bambini non battezzati. Tra le tombe, molte delle quali anonime, si trovano quelle dei coniugi John Heugh e Mary Ann Symons Heugh e quella del pittore svedese Anders Trulson (1874-1911), la cui lapide bronzea venne realizzata dall'artista Louis Nillson. Nel 1914 l'archeologo inglese Thomas Ashby visitò il cimitero effettuando rilievi e fotografie. La chiusura avvenne intorno al 1940 in seguito al nuovo piano regolatore cimiteriale e quando nella parte opposta del centro rovetano venne aperto il nuovo camposanto. Circa trent'anni dopo, alla fine degli anni sessanta, Marcella Rufi Di Rocco fece effettuare alcuni lavori di restauro che hanno consentito una buona conservazione del vecchio cimitero. Nel 2004 fu richiesta la procedura per sottoporre il luogo al vincolo storico-architettonico, ufficialmente avviata nel 2012.